# روبرت بيرن (سياسي)
روبرت بيرن (بالإنجليزية: Robert Byrne)‏ هو سياسي أسترالي، ولد في 1821، وتوفي في 24 مارس 1909. انتخب عضو الجمعية التشريعية فيكتوريا.